# أوروسيسا
أُرُوسِيسة أو أوروسيسا هو جنس من الطيور يتبع فصيلة الغرابيات التي تضم الغربان والقيق والعقعق.
حدَّد هذا الجنس عالمُ الطيور الألماني جان كابانيس في عام 1850. وحدَّد العقعق الأزرق أحمر المنقار نوعه النَّموذجي. أصل الاسم العملي من اللُّغة الإغريقيَّة؛ وهو مُشتقٌّ من كلمتي Uro التي تعني الذَّيل و cissa التي تعني العقعق. وقد تترجم إلى العقعق الأذيل.

## الأنواع
الجنس يحتوي على خمسة أنواع:
| صورة | الاسم العربي               | الاسم العلمي           | توزيع                                                                    |
| ---- | -------------------------- | ---------------------- | ------------------------------------------------------------------------ |
|      | العقعق الأزرق التايواني    | Urocissa caerulea      | تَيوان                                                                    |
|      | العقعق الأزرق أحمر المنقار | erythroryncha Urocissa | جبال الهملايا الغربية شرقاً إلى مِيَنمار وكمبوديا ولاوس وفيتنام             |
|      | العقعق الأزرق أصفر المنقار | flavirostris Urocissa  | شبه القارة الهندية بما في ذلك جبال الهملايا السفلى وتجمع منفصل في فيتنام |
|      | العقعق الأزرق السريلانكي   | Urocissa ornata        | سيريلانكا                                                                |
|      | العقعق أبيض الأجنحة        | whiteheadi Urocissa    | جنوب الصين وشمال فيتنام وشمال ووسط لاوس                                  |

## هوامش
1. ↑  يؤرخ بعضٌ من عُلماء التَّصنيف نشرَ كابانيس وصفَ الطَّائر إلى سنة 1851.[5][6]